# La Chambre
La Chambre is een gemeente in het Franse departement Savoie (regio Auvergne-Rhône-Alpes). De plaats maakt deel uit van het arrondissement Saint-Jean-de-Maurienne. La Chambre telde op 1 januari 2022 1.191 inwoners.

## Geografie
De oppervlakte van La Chambre bedroeg op 1 januari 2022 3,2 vierkante kilometer; de bevolkingsdichtheid was toen 372,2 inwoners per km².

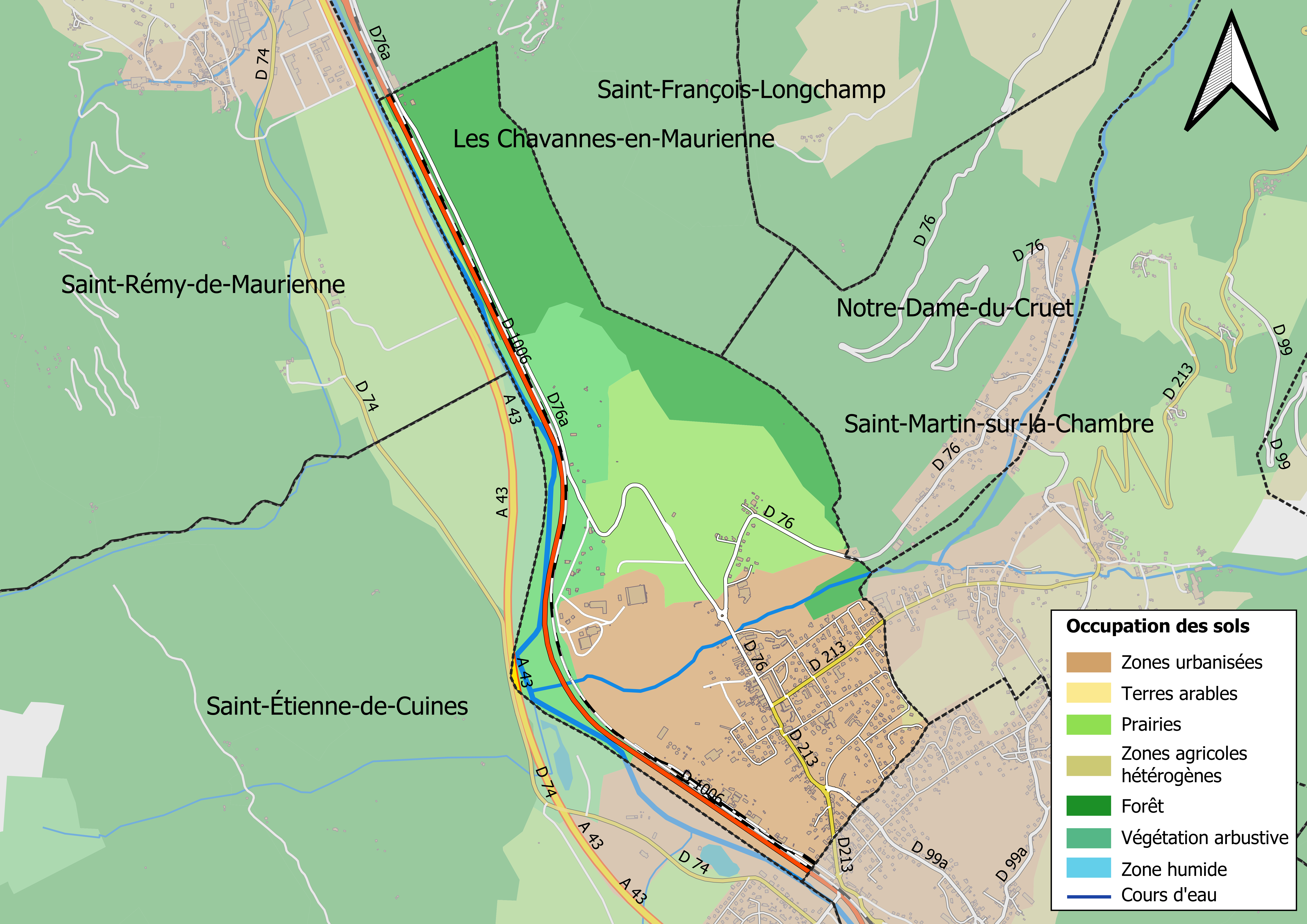
Kaart van de gemeente met de belangrijkste infrastructuur, bodemgebruik en omliggende gemeenten

## Demografie
Onderstaande figuur toont het verloop van het inwonertal (bron: INSEE-tellingen).

## Afbeeldingen

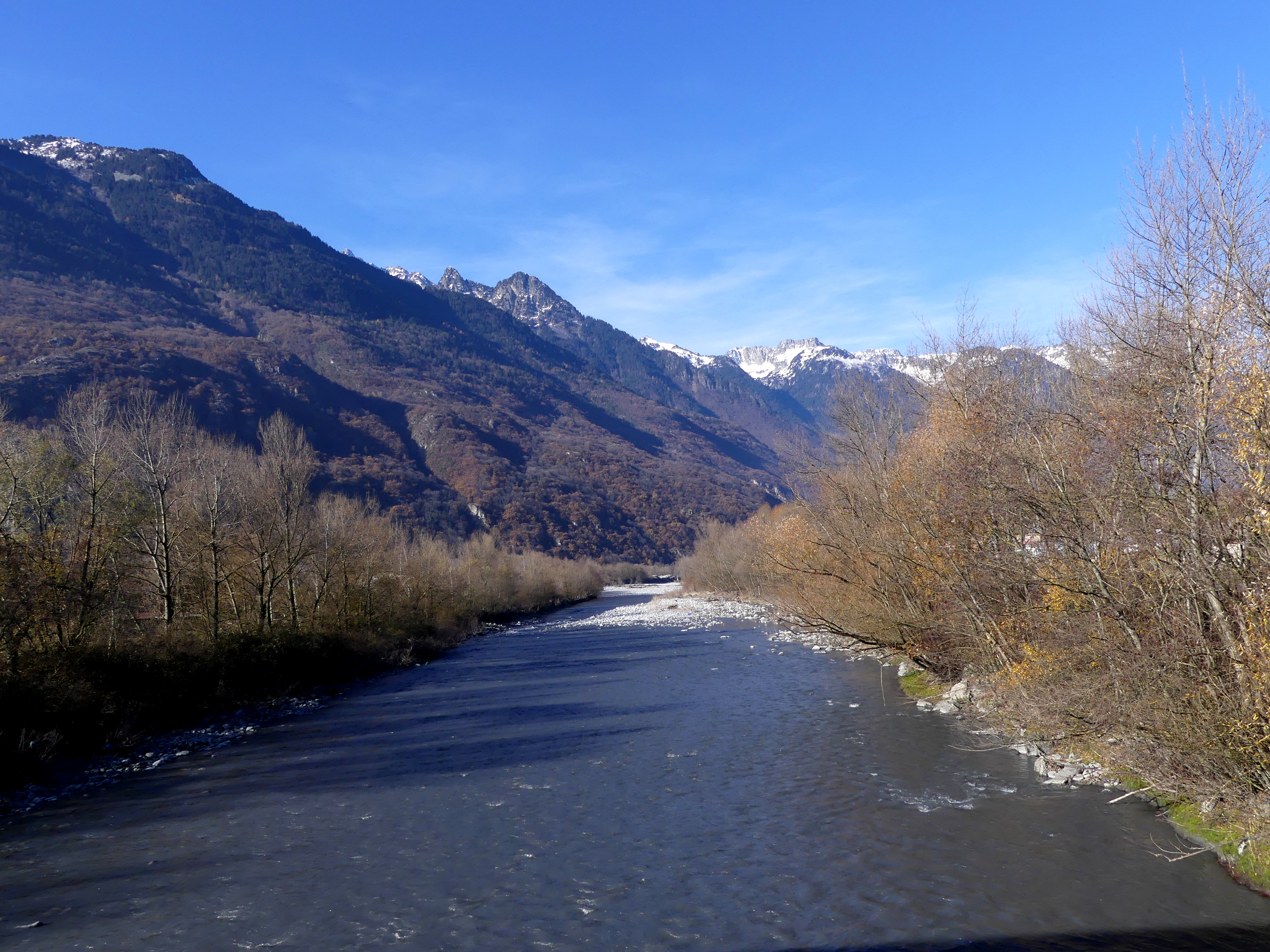
De Arc bij La Chambre
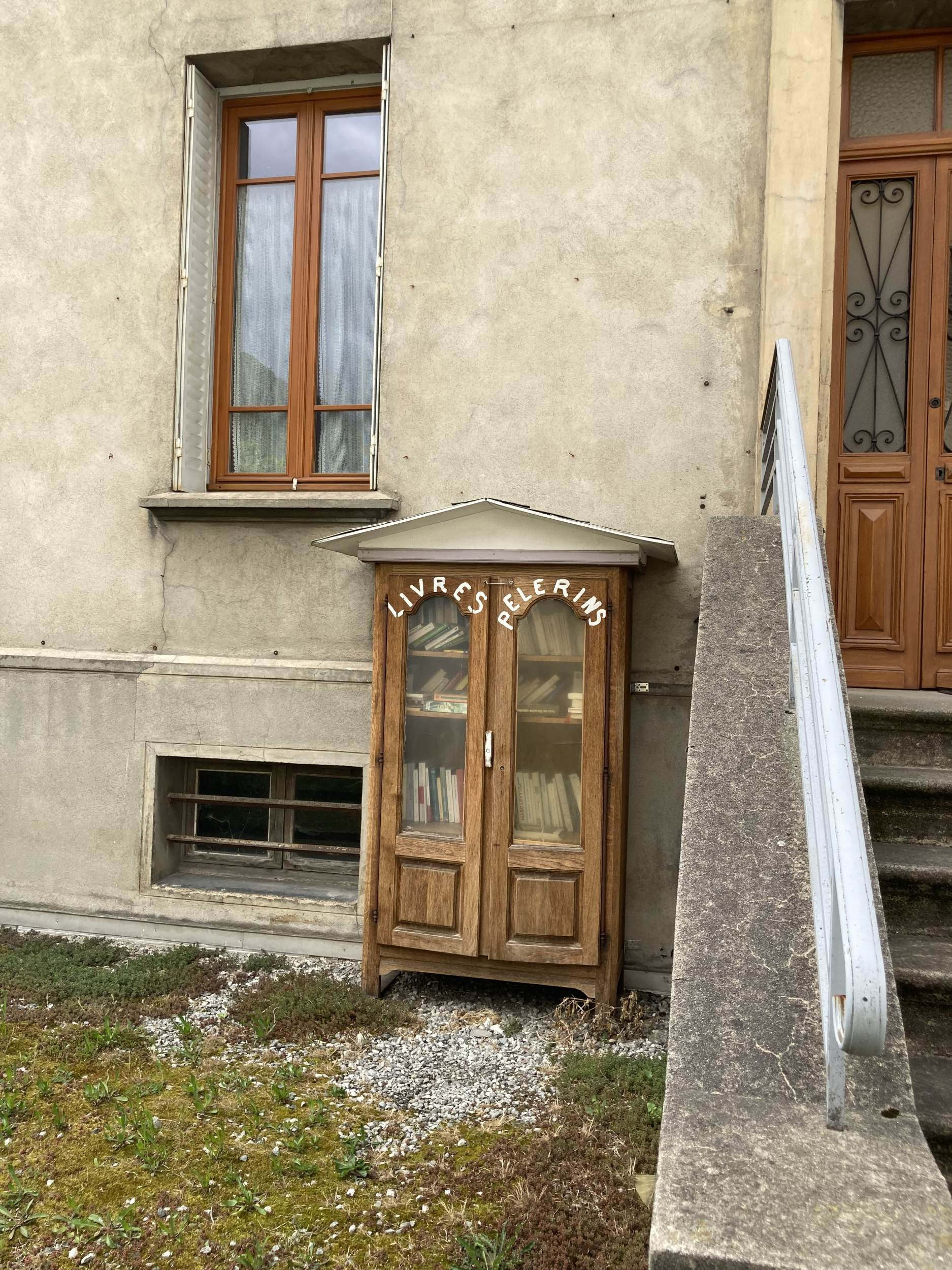
Minibieb ten behoeve van pelgrims